# 広瀬大志 (バスケットボール)
広瀬 大志（ひろせ たいし、1978年7月15日 - ）は、東京都出身のプロバスケットボール選手である。172cm、64kg。bjリーグの東京アパッチに所属していた。背番号88。

## 来歴
駒澤大学卒業後、江東倶楽部を経て、2005年にbjリーグのトライアウトを受験。仙台89ERSに合格したが、東京アパッチに練習生として参加、シーズン途中で選手契約。
2006年退団。